# 関氏
関氏（せきし、旧字体：關氏）は、日本の氏族のひとつ。いくつかの血流がある。
1. 伊勢国の豪族で桓武平氏の平姓関氏。
2. 藤原北家藤原秀郷を祖とする常陸国の藤姓関氏。
3. 美濃国を根拠地とする美濃関氏（清和源氏または藤原北家秀郷流）

## 平姓関氏
伊勢国鈴鹿郡を本拠とした豪族。出自には諸説あるが、「吾妻鏡」によれば、桓武天皇系の伊勢平氏の末裔とされる鎌倉時代の得宗被官である関実忠が、伊勢国鈴鹿郡関谷を賜り、関氏を称したのが初代と伝わっている。そのほかに、常陸平氏大掾氏の一族、平兼忠の５世の孫、関信兼（出羽守）を持って祖とする説もある。
桓武天皇の曽孫高望は姓を平氏と賜り、高望の後裔平左近将監実忠（関実忠）(せきさねただ）は1192年（建久3年）源頼朝に属し、勢州関谷を賜った。1204年（元久元年）6月、鈴鹿郡に入部して、関家を称し、幕紋 揚羽蝶を使った。関実忠が伊勢国の亀山城の築城主となり、伊勢国中心に代々栄えた。
関実忠の祖父とされる平資盛が流された平家累代の領地も伊勢鈴鹿郡久我荘である。
『系図纂要』では関実忠は平盛綱の兄弟としており、ともに北条泰時の側近となっている。北條家の力となり、鎌倉に居住した。
『吾妻鏡』の各所に関左近大夫将監実忠の名で、関実忠の弟とされる平盛綱ら北条氏重臣とともに記述されており、当時、鎌倉にあって、北条氏の重臣として活躍してたものと推察されている。
なお蒲生氏郷の家臣神戸政房が伊勢の諸家の記録を読み、子の神戸良政が地元の老人に聞き込みを行った上で編纂し、比較的信頼性が高い資料とされる伊勢の軍記物『勢州軍記』の序章に伊勢国の諸家に関する記載があり、関一家については、六波羅太政大臣平清盛の後胤で、幕紋は上羽蝶、世に言う殿下乗合事件で、13歳から6年間、平資盛が伊勢鈴鹿郡久我荘に流されており、伊勢・伊賀は平家累代の領地で、住人、平家一族、諸侍にもてはやされ、この時期に生まれた資盛の子が関実忠と盛綱兄弟の父である平盛国であり、その後、盛国は源頼朝の平氏追討軍に捕えられたが、平重盛に恩義を感じていた頼朝が助け、北条時政に預けられ、北条氏に仕えるようになり、盛国の長男の関実忠は建仁4年の平家の謀叛（1204年の三日平氏の乱）の後、伊勢鈴鹿郡関谷の地頭職を与えられて関氏の祖となり、北条家与力となって鎌倉に住み、その弟の三郎左衛門尉盛綱（平盛綱）は北条家の執事となり権威をふるい、北条家内管領長崎氏の祖となった旨が記されている。
| NO | 出生年        | 名前             | 備考 |
| 1  | 737年         | 桓武天皇         | 第50代天皇 |
| 2  | 786年         | 葛原親王         | 皇族 |
| 3  | 平安前期      | 高見王           | 皇族 |
| 4  | 平安前期-中期 | 平高望（高望王） | 皇族、従五位下 |
| 5  | 平安中期      | 平良望（平国香） | 藤原良方（藤原北家）の娘との間の嫡長子、従五位下 |
| 6  | 911年～920年  | 平貞盛           | 嫡長子、従五位上（正五位上とも） |
| 7  | 平安中期      | 平維衡           | ４男、従四位上 |
| 8  | 平安中期      | 平正度           | 嫡長子、従四位、伊勢国において勢力を伸張 |
| 9  | 平安中期      | 平正衡           | 従四位下（一説には従五位下） |
| 10 | -1121         | 平正盛           | 従五位上、正五位下、従四位下、 |
| 11 | 1096-1153     | 平忠盛           | 正四位上、刑部卿 |
| 12 | 1118-1181     | 平清盛           | 武将、公卿、貴族、棟梁。従一位、太政大臣 |
| 13 | 1138-1179     | 平重盛           | 武将・公卿。正二位、内大臣 |
| 14 | 1161-1185     | 平資盛           | 従三位、 壇ノ浦の戦いで1185年に25歳で自害したとされているが、 『醍醐雑事記』『神皇正統録』の死亡者に資盛の名はない。 |
| 15 | 1113?-1186    | 平盛国           | 平盛国は『勢州軍記』『勢州四家記』によれば盛国は資盛の子だが、 盛国は平資盛より年上になってしまい、 また、関実忠の兄弟（平盛綱）の父が平資盛と言われているため、 平資盛が関実忠の祖父ではなく父親の説もあり。 いずれにしても関実忠は、 平正度の流れ。 |
| 16 | 平安末期-1265 | 関実忠           | 関氏初代（平盛綱の兄弟(系図纂要)） 1192年 源頼朝に属し、勢州関谷を賜った |

「勢州軍記」によると、北條氏滅亡後、関実忠6世の孫関盛実は足利尊氏公守護方の手に属し、たくさんの子孫を作り、鈴鹿、河曲（伊勢国）など領地を賜り、子孫を繁盛させるための土台を作った。
元弘3年（1333年）に実忠7世の孫盛政が関東から関谷に移り住んだ。盛政には五人の子があり、長男・盛澄を神戸に（神戸氏の祖）、次男・盛門を国府（こう）城に、三男・盛繁に本家を継がせ亀山城に、四男・盛宗を鹿伏兎（かぶと）城に、五男・政実を峯城に、それぞれ配して勢力を伸ばした。
「勢州四家記」によると、関家は、鈴鹿郡亀山、河曲郡神戸、鈴鹿郡峯の三家督体制となり、軍兵各3000の大将となった。また、同五大将とは、鈴鹿郡甲府関家と鹿伏兎関家と三家督をいい、鈴鹿郡甲府関家と鹿伏兎関家も軍兵500の大将となった。これらは足利氏の侍だった。
延元2年（1337年）、陸奥にあった北畠顕家が義良親王を奉じて西上したとき、これに従い、伊勢では北朝方の有力豪族長野氏や雲出川に構えた高師泰の軍と戦ったという。
室町時代は幕府の支配に帰服するが、伊勢国司北畠満雅が皇位継承における問題で、大覚寺統・持明院統両統が交互に皇位を継承する取り決めを北朝・幕府が反故にしているとの不満から挙兵すると、関氏も北畠家の求めにより幕府軍と戦って降伏した。
17代党首関盛信（-1593年）は、蒲生定秀の娘を妻とし、勢力を拡大させた。
関盛信の弟である関重信（1568-1623)は、関家の分家である神戸氏の第7代当主の神戸具盛（友盛）の元へ養子に行くことが決まっていたため、初名「神戸勝蔵」という名前だったが（関家の記録によると「関重信」だが神戸家の記録によると「関一利」となっている。）、神戸氏と関氏の不和を生むための織田信長の策略により、神戸氏はその約束を破棄し、1568年、織田信長の三男である織田信孝（1558-1572)を「鈴与姫」の婿として迎えた。
関重信は織田氏の勢力に逐われ、永禄11年（1568年)、備中に下り、毛利氏に属し賀陽郡に住居を置いた。これが「備中関氏」の祖となった。
1570年頃より、織田信孝は養父の神戸具盛と不仲となり、織田信長は神戸具盛を神戸城から伊勢沢城に強制的に隠居させ、さらには蒲生賢秀に命じて近江日野城に幽する強引な形で、織田信孝は第8代神戸氏当主となった。
また関盛信は、本来、神戸家の本家筋で上位である名門、関氏の当主であり、織田信孝を軽んじてこれに従わず、不仲であった。しかし、織田信孝の伊勢入国は単なる縁組ではなく、織田信長の支配政策の一つであって逆らうことは許されなかった。
天正元年（1573年）春、関盛信はついに織田信長の勘気を蒙り勘当を申し伝えられ、神戸具盛と同様に、蒲生賢秀に身柄を預けられて近江日野城に幽閉された。盛信の居城亀山城は没収され、織田信孝の所領とされた。だが行動が束縛されてふじわいた訳ではなく、天正2年（1574年）8月、越前から逃亡して甲賀郡に入ろうとした樋口直房を討ち取り、その功を信長から褒められている（関文書）。しかしこの功績だけでは許されず、天正10年（1582年）に織田信孝が四国征伐の総大将として大坂へ出征すると、関盛信もようやく許されて亀山城に戻った。
1583年、豊臣秀吉に織田信孝が切腹させられると、織田信雄の家老である林与五郎が神戸城主となり、神戸友盛は与五郎の嫡子・十蔵に鈴与姫（友盛の娘）を嫁がせ、神戸氏を継承させたが、神戸十蔵も他界した後は、神戸友盛は、鈴与姫の婿として関盛信の息子である関一利を養子に迎えたと言われている。
| NO | 生年      | 名前                  | 備考 |
| 1  |           | 関 盛澄               | 関氏７代目当主、神戸氏初代 |
| 2  |           | 神戸 実重             | |
| 3  |           | 神戸為盛              | |
| 4  | -1551     | 神戸具盛              | 伊勢国司6代?北畠材親（公家）の子 |
| 5  |           | 神戸長盛              | |
| 6  |           | 神戸利盛              | |
| 7  | -1600     | 神戸具盛 （友盛）     | 日野城主蒲生定秀の娘を嫁に。関盛信の息子の関重信を養子に迎えることになっており、「神戸勝蔵」という名までついていたが、関氏と神戸氏に不和を発生させ乗っとりをする織田家の戦略により、織田信長の３男（後の織田信孝）を養子に迎えた。                                       |
| 8  | 1558-1572 | 神戸信孝 （織田信孝） | 織田信長の息子、織田信孝が神戸信長を名乗り当主に。 |
| 9  |           | 神戸十蔵              | 織田信雄の家老（林与五郎（林正武））が信孝死後、自身も神戸与五郎を名乗り、与五郎の嫡子・十蔵に織田信孝の妻（７代神戸具盛の娘）を嫁がた。 |
| 10 |           | 神戸政房              | その後、神戸与五郎父子は蒲生氏郷に神戸城を追われ、美濃加賀の井で羽柴軍に敗れ1600年、神戸具盛が安濃津で客死して、神戸家は一旦絶家。 第4代神戸具盛の男系子孫で、蒲生氏に仕え従弟の高島勝政の息子、政房を養子とし、神戸家を復興。この系統は大阪に移住し、現在まで続いている |

### 関氏初代〜17代関盛信までの系譜
戦国時代の動乱期には、中・北勢地方にまで勢力を伸ばしていた。しかし、織田信長(1534-1582)が次期将軍として足利義昭(1537-1597)を奉じて西上してくると、関一党は次々と信長に降り、離散した。
関盛信（-1593年）の子である関一政（1564-1625)は伊勢国亀山藩主、美濃国多良藩主、伯耆国黒坂藩主（初代）となった。
豊臣家重臣・蒲生氏郷の麾下（）となり、豊臣秀吉の九州征伐や小田原征伐に出陣するなど、家名存続のため豊臣家の命を受けて転戦した。やがて氏郷が会津転封になると、一政もそれに従って陸奥に赴き、白河5万石を与えられた。
関ヶ原の戦い（1600年）では、はじめ西軍、のち東軍に属し、戦後旧領亀山城を与えられた。その後伯耆黒坂5万石に移封されたが、家中内紛のため元和4年（1618年）改易された。関一政の養子・関氏盛（ -1674)（弟・関盛吉の子）が近江国蒲生郡において5,000石を与えられて寄合に列した。

### 子孫
関氏盛の跡は子の長盛が継ぎ、子孫は代々中山陣屋（滋賀県蒲生郡日野町中山）に拠って家名を伝えた。明和7年（1770年）には盛有が金剛定寺に火災からの復興支援を行っている。その後関氏は大名に復帰することなく明治維新を迎えた。
また、備中関氏一族は、岡山県で、関重恒(1667-1729)の代より代々医業を営み、足守藩木家の御典医となった。5代続いたが、関重恒の６世孫関盛家が身体が弱く医業を継げなかったが、関重治（1830-1886)を養子に迎え、関重治が関氏中興の人となった。関重治は幼少期より自主独立の覇気に溢れ、商いに農業に昼夜精励し家業が繁栄した。柔道起倒流や家相方位の判断にも通じており、本宅を造築して、関氏累代の趾とした。また、信仰心が強く、伊勢、出雲に度々参拝し、1729年には、出雲大社教の説く所に帰依し、従来の法華経を離れて神道大社教に入った。関重治以降、、備中関氏一族は再度繁栄して財を蓄えた。しかし第２時世界大戦終了時、GHQに大部分の財産を没収されてしまい、残った財産で、戦後の食糧難で苦しんでいる人たちに食料や物資等を分け与え、関重治が作った備中関氏の家訓の通り質素に暮らした。

### 17代関盛信〜現代までの系譜

#### 西村家
備中関氏ー西村家(兵庫県美方郡）（上記系図省略部分ー西村B）
| NO | 名             | 生 年       | 備考 |
| 1  | 清和天皇       | 850-881     | 第56代天皇 |
| 2  | 貞純親王       | -916        | 清和天皇の６男 |
| 3  | 経基王         | 894-961     | 平安時代中期の皇族・武将。経基流清和源氏の初代。                                                                                      |
| 4  | 源（多田）満仲 | 912-997     | 多田源氏の祖 |
| 5  | 源 頼信        | 968-1048    | 河内源氏の祖 |
| 6  | 源 頼義        | 988-1075    | 河内源氏 2代目 |
| 7  | 源 義家        | 1039-1106   | 正四位下 |
| 8  | 源 義国        | 1082? -1155 | 新田足利の祖 |
| 9  | 源 義重        | 1135-1202   | 新田氏の祖、新田氏本宗家初代 |
| 10 | 新田 義範      | 不明        | 山名氏の祖 |
| 11 | 山名 義節      | 不明        | |
| 12 | 山名 重国      | 不明        | 承明門院蔵人 |
| 13 | 山名重村       | 不明        | 山名二郎 |
| 14 | 山名 義長      | 不明        | 山名弥次郎 |
| 15 | 山名 義俊      | 不明        | 山名二郎 |
| 16 | 山名 政氏      | 不明        | 妻は上杉重房（上杉氏の祖）の娘 |
| 17 | 山名 時氏      | 1298-1371   | 正五位下伊豆守、弾正少弼、左京大夫 |
| 18 | 山名 時義      | 1346-1389   | 全国66ヶ国の内11ヶ国を領有 |
| 19 | 山名 時熙      | 1367-1435   | 惣領と但馬を相続し、7ヶ国の領有（氏之の領国伯耆と合わせて）足利義満に無実の罪を被せられ親戚との内紛もあり、1391年に敗北。（明徳の乱） |
| 20 | 山名 時教      | 1389-1433   | 山名一族の没落の明徳の乱時、３歳だった時教を連れて母親（西村三河守義章の娘）が鳥取県邑美郡屁までと漂浪。西村惣三郎源義豊と名乗る。    |
| 21 | 西村 義覚      | -1476       | 西村萬太郎 |
| 22 | 西村 義厚      | 1436-1462   | 西村平太郎 |
| 23 | 西村 義蕃      | -1515       | 西村興市、菅原之後鳳長郷義覚の養子 |
| 24 | 西村 群隆      | -1534       | 西村兵衛 |
| 25 | 西村 浄心      | -1571       | 西村仁兵衛 |
| 26 | 西村 浄宗      | 〜1648?     | 養子、西村仁左衛門 |
| 27 | 西村 浄翁      | -1682       | |
| 28 | 西村 仁兵衛    | -1702       | 養子、西村市郎左衛門 |
| 29 | 西村 浄圓      | -1714       | 婿養子、西村市郎右衛門 |
| 30 | 西村 了證      | -1758       | |
| 31 | 西村 道昌      | -1795       | |
| 32 | 西村 和順      | 1735-1804   | 家業に成功。宝相公に謁し、元々の出である山名家に度々献金                                                                              |
| 33 | 西村 成章      | 1802-1841   | 代々名字帯刀を許可される、私財を投じて村人を災害からの救済など多数の実績あり。 「湯島道中記」著書                                     |
| 34 | 西村 和恒      | 1835-1868   | 1854年と1862年に、公費の多額の献金を行う。                                                                                            |

備中関氏ー西村家(兵庫県 養父郡)（上記系図省略部分ー西村A)
| NO | 名               | 生年         | 備考                                           |
| 1  | 孝徳天皇         | 596-654      | 第36代天皇                                     |
| 2  | 表米王           |              | 日下部氏の始祖、難波朝 養父郡大領              |
| 3  | 荒島             |              | 奈良朝 朝来郡（兵庫県（但馬国））大領          |
| 4  | 治長             |              |                                                |
| 5  | 国富             |              |                                                |
| 6  | 国守             |              | 平安朝 朝来郡（兵庫県（但馬国））大領          |
| 7  | 乙長             |              | 朝来郡（兵庫県（但馬国））大領                 |
| 8  | 磯主             |              | 朝来郡（兵庫県（但馬国））大領                 |
| 9  | 貞祢             |              | 朝来郡（兵庫県（但馬国））大領                 |
| 10 | 利実             |              | 朝来郡（兵庫県（但馬国））大領                 |
| 11 | 用樹             |              | 柳原貫主（公家ー名家、華族ー伯爵家）           |
| 12 | 蕃在             |              | 但馬国大統                                     |
| 13 | 親安             |              | 名井権守                                       |
| 14 | 弘佐             |              |                                                |
| 15 | 佐清             | 〜1116年     |                                                |
| 16 | 朝倉宗高         | 平安時代末期 | 朝倉太夫（初代丹馬 朝倉家）                    |
| 17 | 朝倉高清         |              |                                                |
| 18 | 朝倉信高         | 鎌倉時代初期 | 別名朝倉八郎、次男。安高長男は八木氏を興した。 |
| 19 | 朝倉泰信         |              | 孫太郎 左衛門                                  |
| 20 | 朝倉高実         |              | 九郎 左衛門、八木安高の孫                      |
| 21 | 朝倉高重         |              | 太郎 左衛門                                    |
| 22 | 朝倉高方         |              | 太郎 左衛門                                    |
| 23 | 朝倉信清         |              | 法名 浄雲 /太郎 左衛門                         |
| 24 | 安藝守           |              |                                                |
| 25 | 清左衛門         |              |                                                |
| 26 | 西村新右衛門高定 | 〜1615年     | 11代党首、朝倉義景（1573年朝倉家滅亡）         |

## 藤原姓関氏
鎮守府将軍・藤原秀郷の血を引く名門結城氏の一族にあたる。結城家2代当主である結城朝広の四男・朝泰が関氏を称した。その居城である関城は南北朝時代の初期に北畠親房が拠点とするなど、常陸国における南朝方の中心となった城である。興国4年（1343年）、関城主であった関宗祐、宗政親子は高師冬の大軍に攻められて討死し、親房は吉野に戻っている。

## 美濃関氏
1. 摂津源氏流、或いは藤原北家秀郷流藤原氏
2. 河内源氏流（1.関氏の後身。森氏より養子をとり、その庶族となる）

美濃関氏

### 出自
- 源氏説

摂津源氏山県氏族。家祖は山県氏頼（兵庫）頭の三男氏昌（彦三郎）。その8世孫の長重（十郎右衛門尉）は織田信長に仕え、近江桜馬場の陣や、対浅井戦で武功を飾ったという。これにより尾張一宮城主となり晴れて城持ちへと昇進した。
- 藤原氏説

藤原北家佐野氏族。その後裔の佐野師綱が美濃国武儀郡に一時的に居住していた時に生まれた子である十郎太郎長綱を家祖と位置づける。長綱の子である小十郎は土岐頼遠に仕えたといい、以後土岐家臣として美濃に土着。その後裔である綱長の代に土岐頼芸が没落した為に斎藤道三に仕え、その子である長重の代に斎藤氏から織田信長に仕えた。
※ 源氏とする説は『尊卑分脈』。藤原氏とする説は『美濃国諸家系図』に詳しいがどちらが真実を伝えたものかは定かではない。しかしながらどちらも美濃国武儀郡関村を根拠地とする点では共通している。また、この美濃関氏は一宮の真清田神社の神官も輩出しており、一宮の地とは縁深い。

### 戦国時代・織豊時代
長重の子である成政は織田信忠付きの家臣として活躍し、元亀3年（1572年）に同じ織田家臣の兼山城主・森可成の娘と結婚し森家と血縁関係を持った。
義弟である森長可の与力として働き、長島一向一揆・三木合戦・甲州征伐などに参加。また、この成政の代に一宮から美濃鴻野城主に領替えになったともいわれる。小牧・長久手の戦いの際にも長可に味方したが仏ケ根の戦いの際に長可ともども討ち死にしている。

### 江戸時代
長可亡き後は弟の忠政がその跡を継ぎ、関家は森家の家臣筋となったが、忠政の跡は姉関成次室の生んだ長継を養子として据え、長継は二代津山藩主となった。一方、関家は長継実弟の長政が継ぎ、万治2年（1659年）に兄長継から美作国のうち1万8700石を分与された（宮川藩）。長政には後継がいなかった為、兄・長継の六男長治を養子にして関家の名跡を継がせている。
元禄10年（1697年）に宗家森家の津山藩18万6500石が改易となった影響で関長治は元禄11年（1698年）に備中国新見藩に転封された。以降廃藩置県まで同地に在封した。

### 明治時代以降
最後の新見藩主長克は、明治2年（1869年）6月22日に版籍奉還で新見藩知事に任じられ、明治4年（1871年）7月14日の廃藩置県まで務めた。
明治2年（1869年）6月17日の行政官達で公家と大名家が統合されて華族制度が誕生すると関家も大名として華族に列した。1884年（明治17年）7月7日の華族令の施行で華族が五爵制になると、同月8日に旧・小藩知事として万里小路伯爵家からの養子博直が子爵に列せられた。博直は貴族院の子爵議員に当選して務めた。
長博の代に関子爵家の邸宅は東京市中野区高根町にあった。

### 美濃関氏系譜
- 太線は実子、細線は養子。

源氏流系図
```
山県氏頼

   ┃
  
国政

   ┃
（四代略）
   ┃
  
国兼

   ┃
  
氏頼

   ┃
 
関氏昌

   ┃
（六代略）
　 ┃
  
成重

　 ┣━━┓
  
成政
　
長尚

　 ┃
  
成次

　 ┣━━━━━━━┓
 
森長継
　　　　　 
長政

　 ┣━━━┓ 　　 ｜
  
長俊
　
長治
──→
長治

　 ┃　　　　　　　｜
  
長広
─────→
長広

　　　　　　　　　 ┃
　　　　　　　　　
政富

　　　　　　　　　 ┣━━━┓
　　　　　　　　　
長誠
　　
政辰

　　　　　　　　　 ｜　　　｜
　　　　　　　　　 └─→ 
長誠

　　　　　　　　　　　　　 ┣━━━┓
　　　　　　　　　　　　　
長輝
　 
森長義

　　　　　　　　　 ┏━━━┫　　　┃
　　　　　　　　　
長吉
　　
成煥
　　
長道

　　　　　　　　　 ┃　　  ｜　　　｜
　　　　　　　　　
長克
　　
長道
←──┘
　　　　　　　　　 ｜　　  ｜
　　　　　　　 　　└─→ 
長克
```

藤原氏流系図
```
藤原秀郷

   ┃
  
千常

   ┃
  
文脩

   ┃
  
兼光

   ┃
  
頼行

   ┃

淵名兼行

   ┃

足利成行

   ┃
  
家綱

   ┃
  
有綱

   ┃

佐野基綱

   ┃
  
国基

   ┃
  
実綱

   ┃
  
成綱

   ┃
  
広綱

   ┃
  
貞綱

   ┃
  
資綱

   ┃
  
師綱

   ┃
 
関長綱

   ┃
 
小十郎

   ┃
  
長盛

   ┃
 
長門守

   ┃
  
綱俊

   ┣━━━┓
  
俊長
　　通長
   ∥　    ｜
  
通長
←―-┘
   ┣━━━┓
  
長利
　　
長勝

   　　　　∥
  　　　　
綱村

   　　　　┃
  　　　　
綱長

   　　　　┣━━━┓
  　　　　
長俊
　　
成重

   　　　　┃　　　┣━━━┓
  　　　　
勝俊
　　
成政
　　
長尚

   　　　　　　　　┃
　　　　　（以降は上記系図と同様）
```